# Hala Trzydniówka

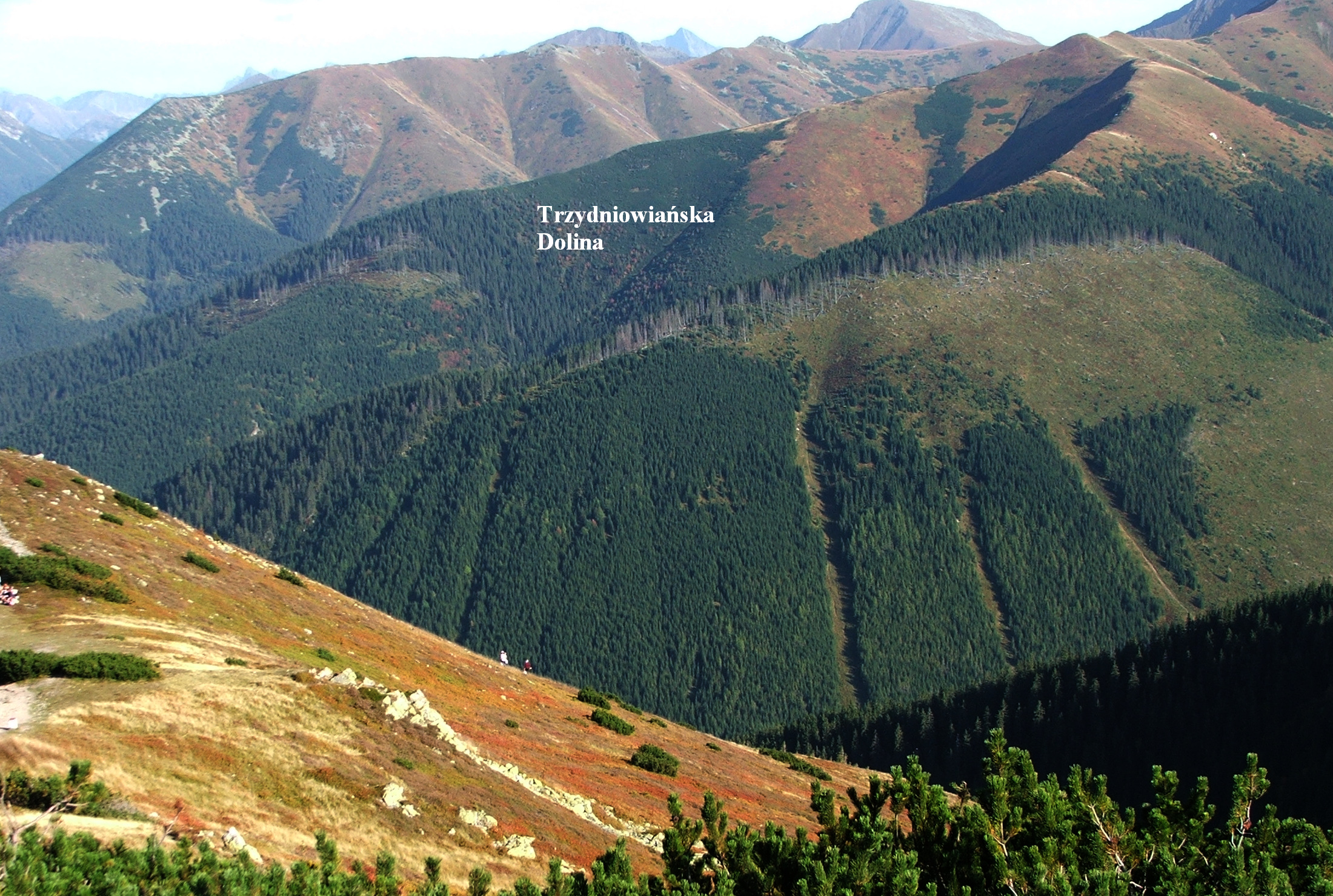
Hala zajmowała obszar dzisiejszej Doliny Trzydniowiańskiej

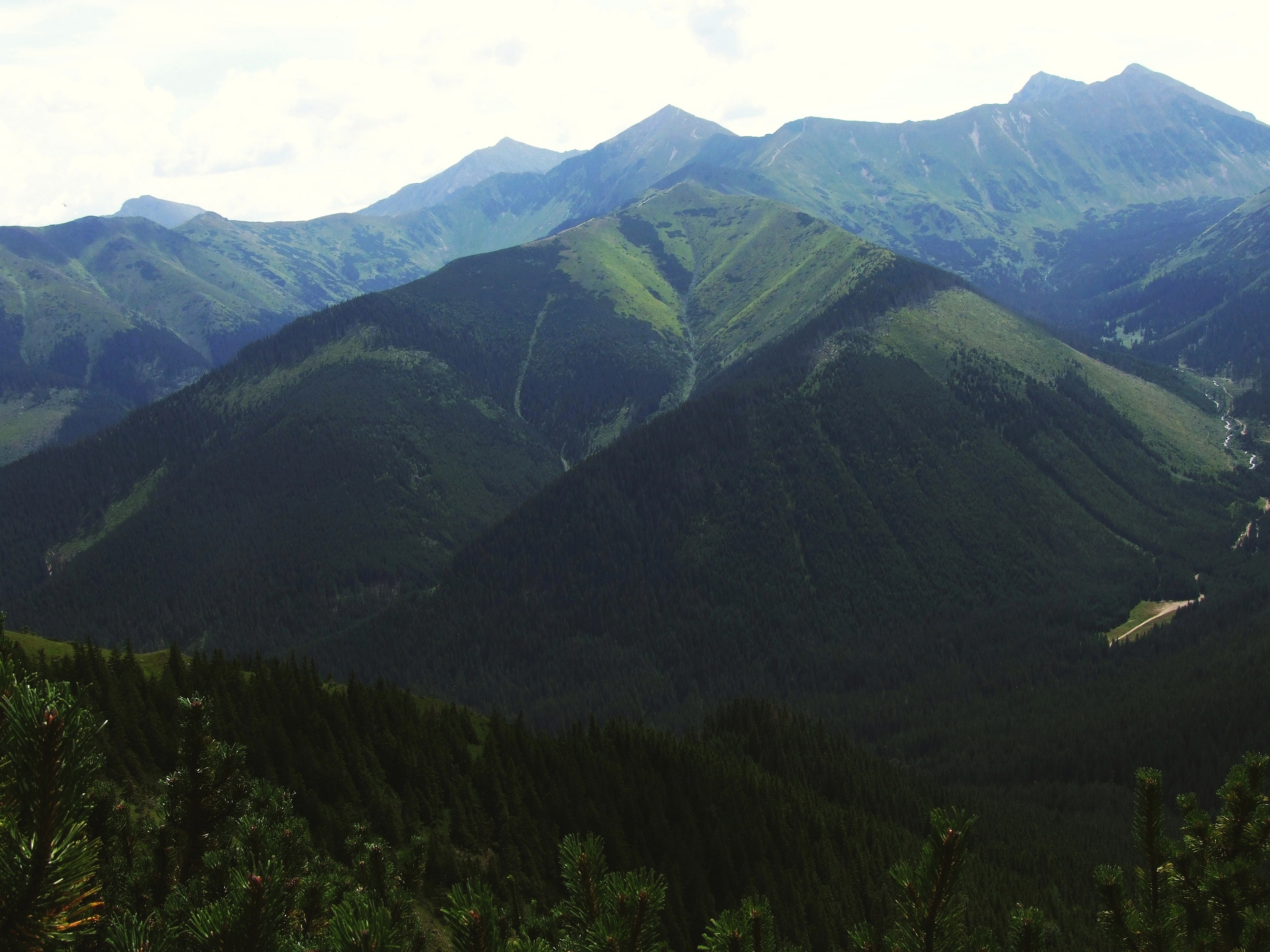
Widok z Bobrowca

Hala Trzydniówka – dawna hala pasterska w Tatrach Zachodnich. Znajdowała się na północnych zboczach Trzydniowiańskiego Wierchu, obejmując obszar pomiędzy jego dwoma ramionami: Kulawcem i Ropą. W dolnej, północnej części sięgała po Chochołowski Potok. Pierwotnie nazywała się Trąbową Dolinką, dopiero później zmieniła się jej nazwa. Hala w XVIII wieku należała do miejscowości Morawczyna i od występującego tu nazwiska Trąba wywodzi się jej dawna nazwa. Nazwa Trzydniówka istnieje na mapach dopiero od 1846 r., pochodzenie nazwy nie jest znane. W jej skład wchodziła polana Trzydniówka.
Hala przestała istnieć jeszcze na długo przed powstaniem Tatrzańskiego Parku Narodowego. W 1925 r. została bowiem wykupiona, a tereny pasterskie w dolnej jej części zalesiono.

## Szlaki turystyczne
Górna część hali jest niedostępna dla turystów. W dolnej części przez polanę Trzydniówkę przechodzą szlaki:
 – zielony z Siwej Polany wzdłuż Doliny Chochołowskiej przez polanę Huciska i Trzydniówkę do Polany Chochołowskiej.
- Czas przejścia z Siwej Polany na Trzydniówkę: 1:45 h, ↓ 1:40 h
- Czas przejścia z Trzydniówki do schroniska na Polanie Chochołowskiej: 25 min w obie strony

 – czerwony z polany Trzydniówki przez Krowiniec i Kulawiec na Trzydniowiański Wierch. Czas przejścia: 2 h, ↓ 1:30 h